# Acrocercops brongniardella
Espèce
Acrocercops brongniardella est une espèce de papillons de la famille des Gracillariidae. 

## Répartition
Ce papillon se rencontre en Europe, y compris en Turquie.

## Description
L'envergure est de 8 à 10 mm. Acrocercops brongniardella a les ailes antérieures brun foncé avec un motif blanc pur. Les adultes sont assis avec les pattes avant tendues pour maintenir la tête et le thorax incliné vers le haut. Les papillons peuvent être trouvés n'importe quel mois, probablement en une seule couvée prolongée.
Les larves se nourrissent d'espèces de Quercus, y compris le chêne vert (Quercus ilex), se nourrissant de manière grégaire dans l'épiderme supérieur, formant des taches blanches bien visibles.

## Classification
Le nom valide complet (avec auteur) de ce taxon est Acrocercops brongniardella (Fabricius, 1798).
L'espèce a été initialement classée dans le genre Tinea sous le protonyme Tinea brongniardella J.C.Fabricius, 1798.
Acrocercops brongniardella a pour synonymes :
- Acrocercops brogniardella Haworth, 1828
- Acrocercops curtisella (Duponchel, 1840)
- Acrocercops disconigrellum Klemensiewicz, 1899
- Acrocercops infuscatus Caradja, 1920
- Acrocercops qercetellum (Zeller, 1839)
- Acrocercops quercetella (Duponchel, 1843)
- Acrocercops quercetellum (Zeller, 1847)
- Acrocercops substriga (Haworth, 1828)
- Coriscium brongniardellum (Fabricius, 1798)
- Tinea brongniardella J.C.Fabricius, 1798